# Luna (komputer)
Luna – linia 32-bitowych komputerów firmy Omron produkowana na przełomie lat 80. i 90. XX wieku. 
Wczesne modele były oparte na architekturze M68000:
- Luna – CPU MC68030 20 MHz
- Luna-II – maszyna SMP, możliwość pracy z jednym lub dwoma CPU MC68040 25 MHz

Starzejącą się architekturę m68k zastąpiono M88000, w oparciu o nią zbudowano komputery:
- Luna-88K – maszyna SMP, możliwość pracy z jednym, dwoma lub czterema CPU MC88100 25 MHz
- Luna-88K2 – maszyna SMP, możliwość pracy z jednym, dwoma lub czterema CPU MC88100 33 MHz

Modele oparte na m68k były dostępne z systemami UniOS-B (bazujący na 4.3BSD) i UniOS-U (bazujący na System V). Natomiast te bazujące na m88k dostarczano z Mach 2.5 lub UniOS bazującym na Mach.
Ta rodzina komputerów nigdy nie stała się popularna poza Japonią.

## Luna dziś
Dziś (czerwiec 2005) komputery Luna są bardzo rzadko spotykane, jednak można używać na nich nowoczesnych systemów operacyjnych. System NetBSD obsługuje model Luna, natomiast OpenBSD Luna-88K oraz Luna-88K2.